# (30524) Mandushev
(30524) Mandushev est un astéroïde de la ceinture principale.

## Description
(30524) Mandushev est un astéroïde de la ceinture principale. Il fut découvert le 16 juin 2001 à la station Anderson Mesa par le programme de relevé astronomique LONEOS. Il présente une orbite caractérisée par un demi-grand axe de 2,24 UA, une excentricité de 0,19 et une inclinaison de 5,7° par rapport à l'écliptique.